# Huambo (Angola)
Huambo es la capital de la provincia de Huambo en Angola, y la segunda ciudad del país. Está situada a unos 220 km al este de Benguela, 600 km al sudeste de Luanda y a 165 de Kuito. Según el último recuento de población la ciudad tiene 225 268 habitantes. Huambo es una parada importante en la ruta ferroviaria que va desde el puerto de Benguela a la frontera con el Congo, y es servida por el aeropuerto Albano Machado (anteriormente conocido como Aeropuerto de Nova Lisboa). 

## Historia

### Orígenes
Huambo recibe su nombre de Wambu, uno de los 14 antiguos reinos Ovimbundu de la meseta central de Angola. Los Ovimbundus son una antigua tribu originaria del África oriental, que fundaron el reino de Bailundu en el siglo XV. Wambu fue un pequeño reino que estaba sometido jerárquicamente al rey de Bailundu, aunque tenía, como todos los demás reinos, un grado considerable de independencia.

### Dominio portugués
Mientras que Bailundo se menciona en varias crónicas de los siglos XVIII y XIX en relación con una importante ruta comercial que la conectaba con Viye (Otro de los tradicionales reinos Ovibundus independientes), el pequeño reino Wambu comenzó a conocerse realmente con la construcción del ferrocarril de Benguela por los portugueses. Aunque los reyes de Bailundu y Wambu (especialmente Ekuikui II y Katiavala I) opusieron resistencia a las obras del ferrocarril con emboscadas a los trabajadores y los colonos, fueron finalmente sometidos por el Ejército portugués, y Huambo fue fundada oficialmente el 8 de agosto de 1912 por el General José Mendes Norton de Matos. 
El establecimiento de Huambo y la importancia económica que llegó a tener bajo la administración portuguesa está muy estrechamente vinculado a la construcción del Caminho de Ferro de Benguela (Ferrocarril de Benguela), que había comenzado en la ciudad costera de Lobito, en 1902. Este ferrocarril había sido ideado por el empresario británico sir Robert Williams como la vía más fácil y barata para vincular las ricas minas de cobre de Katanga (Shaba) en el Congo Belga, con un punto de la costa desde el que el mineral pudiera ser exportado. La bahía de Lobito, era sin dudas el mejor puerto natural de toda el área. 
La construcción del ferrocarril se inició con grandes dificultades, debido a lo accidentado del terreno, los brotes de malaria y, en cierta medida, a la resistencia de los nativos. Huambo fue elegido como un lugar estratégico por muchas razones: Un clima benigno (debido a su altitud, 1700 m) y la presencia de abundantes recursos acuíferos en sus inmediaciones, que hicieron de ella un lugar ideal para establecer un centro ferroviario. Una vez logrado esto, las obras progresaron relativamente más rápido y el enlace con la frontera del Congo Belga se completó en 1929. Para entonces, Huambo, se había convertido en sede de los talleres ferroviarios más importante en África. 
En la década de 1920 Huambo ya era uno de los principales motores económicos de los portugueses en Angola. Había algunas plantas importantes de procesamiento de alimentos, servidas por la formidable riqueza agrícola de la Provincia. También era conocida por sus numerosos servicios educativos, especialmente el Instituto de Investigación Agrícola (actualmente parte de la Facultad de Ciencias Agrícolas). 
En 1928 Huambo pasó a denominarse Nova Lisboa (Nueva Lisboa, por Lisboa, la capital de Portugal), indicando que la administración colonial tenía intenciones de establecer aquí la capital de la colonia. Hasta la independencia de Angola en 1975, la ciudad de Nova de Lisboa tuvo un crecimiento sostenido y un desarrollo económico en auge, convirtiéndose en uno de los centros urbanos más importantes de la entonces provincia de ultramar portuguesa de Angola.

### Después de la independencia
Después de la independencia de Portugal en 1975, Nueva Lisboa recuperó su nombre original - Huambo. La guerra civil de Angola (1975-2002) detuvo el desarrollo de Huambo, y destruyó gran parte de su infraestructura.
Huambo, se convirtió en el escenario de batallas brutales durante la sangrienta guerra civil entre el gobierno y la UNITA desde la independencia hasta la muerte del líder rebelde Jonás Savimbi. La ciudad fue sitiada, y sufrió severos daños, sus civiles fueron masacrados en masa o forzados a huir de la ciudad. 
Tras la independencia en 1975, Savimbi declaró el 10 noviembre Huambo como la capital de la  República Popular y Democrática de Angola.   Sin embargo, el gobierno del MPLA recuperó ciudad el 8 de febrero de 1976, con la ayuda de las tropas cubanas, aunque la mayoría de las áreas circundantes se mantuvieron bajo control de la UNITA. 
A mediados de 1976 las fuerzas expedicionarias cubanas habían establecido sus estructuras más importantes en la ciudad de Huambo, en la zona de San Pedro, Lufefena y Cruzeiro, y fuertes guarniciones en la mayoría de las capitales municipales y otras ciudades principales, pero la UNITA mantenía el control es casi todas las áreas no urbanas. 
Los desplazados comenzaron a concentrarse en las ciudades, en busca de protección física y asistencia humanitaria. En este contexto, uno de los primeros organismos humanitarios que llegó a la provincia de Huambo, fue el CICR en 1979. En 1984, el conflicto se intensificó drásticamente, al igual que el desplazamiento hacia las ciudades. Una importante operación de socorro se puso en marcha en las capitales de la Meseta Central y en un buen número de los municipios todavía accesibles por vía aérea. Para entonces la mayor parte de las carreteras estaban controladas por la UNITA y densamente minadas. 
En mayo de 1991 se alcanzó un acuerdo de paz entre el Gobierno y la UNITA. Varias agencias de las Naciones Unidas y organizaciones no gubernamentales se establecieron progresivamente entre 1991 y 1992. La situación mejoró gradualmente y se convocaron elecciones generales en septiembre de 1992. Las tensiones volvieron a aflorar tan pronto como los resultados fueron difundidos. El descontento llegó a Huambo muy rápidamente, ya que la UNITA consideraba a la Provincia como su santuario político. Una gran parte de sus fuerzas y la mayoría de sus dirigentes se concentraron en la ciudad poco después de que el anuncio de su derrota en las elecciones se hizo público. 
La ciudad seguía formalmente bajo el control del Gobierno, pero las tensiones se acumulaban progresivamente debido al aumento de las acciones violentas de las milicias de la UNITA. A finales de 1992, todos los organismos de ayuda extranjera se habían retirado de Huambo. La UNITA asumió el control total de la ciudad en el curso de horrendos combates calle por calle que se iniciaron después de la Navidad de 1992 y alcanzó su clímax a mediados de enero del año siguiente. Durante 55 días continuaron violentos combates en los alrededores de Huambo, hasta que las tropas del Gobierno se retiraron y la UNITA obtuvo el control completo de la ciudad. La mayoría de otras ciudades de la Meseta Central fueron también ocupadas por la UNITA instantáneamente, mediante enfrentamientos igual de violentos y destructivos. El conflicto armado estalló de nuevo en agosto de 1994. Una gran ofensiva devolvió al Gobierno el control de Huambo el 9 de noviembre, y poco después de todas las demás capitales de provincia. La sede de la UNITA fue trasladada a Jamba, en la provincia de Kuando Kubango. 
La guerra terminó oficialmente el 20 de noviembre de 1994 con la firma del Protocolo de Lusaka. En gran medida este paso significó un avance hacia la normalidad, y fue recibido en Huambo con moderado optimismo. Poco después de la firma del protocolo la UNITA trasladó de nuevo su sede, esta vez a Bailundo, a unos 50 km al norte de la capital provincial. Este traslado levantó serias preocupaciones entre la mayoría de los observadores. 
En 1995 el libre tránsito de personas y mercancías se restablecía paulatinamente en la provincia. A finales del año, las fuerzas de mantenimiento de la paz de las Naciones Unidas (UNAVEM III) se habían desplegado también en Huambo, siguiendo las disposiciones del protocolo de paz de Lusaka. 1996 y 1997 fueron años de relativa mejora de las condiciones de vida de los civiles en Huambo, aunque los movimientos de retorno de los desplazados fueron moderados, las actividades comerciales no recuperaban su vigor pasado, y la reconstrucción avanzaba lentamente. 
Después de que el Consejo de Seguridad de las Naciones Unidas impuso sanciones contra la UNITA (el 29 de octubre de 1997) debido a los retrasos en la aplicación del protocolo de Lusaka y la renuencia a desmilitarizar y entregar sus bastiones, la inseguridad en Huambo aumentó gradualmente, sobre todo en la segunda mitad de 1998. A comienzos de diciembre, el Gobierno lanzó una ofensiva para tomar los últimos reductos de la UNITA en Huambo y Kuito, este nuevo brote de la guerra pronto se extendió a otras regiones del país. Una vez más se produjeron grandes desplazamientos de la población de las zonas rurales a Huambo, Kuito y Caala. Se instalaron campamentos de desplazados en estas ciudades y más tarde en Ukuma ya que las organizaciones humanitarias fueron obligadas a retirarse de las zonas controladas por la UNITA. 
La situación de seguridad se puso extremadamente volátil. Huambo y otras ciudades importantes en la meseta fueron bombardeadas desde Bailundo y otras posiciones de la UNITA, dos aviones Hércules C-130 fletados por las Naciones Unidas con 23 personas a bordo fueron derribados en Vila Nova (el 26 de diciembre, y el 2 de enero de 1999) mientras estaban evacuando a Luanda a los últimos miembros de la misión de la UNAVEM III en Huambo. 
El Gobierno tomó de nuevo la ciudad de Bailundo en octubre de 1999. Londuimbali, Vila Nova y algunas otras ciudades importantes de la provincia ya estaban bajo el mando del Gobierno, y en diciembre de 1999, la administración del Estado se había restablecido en todas las capitales municipales. En este período la guerra convencional que hasta ahora había conocido la provincia dio paso a la guerra de guerrillas, la UNITA siguió controlando la mayoría de las zonas rurales y aleatoriamente atacaba instalaciones militares o policiales del gobierno, y frecuentemente también comunidades civiles. 
El éxodo de civiles hacia Huambo y Caala experimentó un nuevo auge. A principios de 2000 había más de 25 000 personas desplazadas en la ciudad de Caala, y más de 40 000 en la ciudad de Huambo. A medida que las sanciones internacionales se hacían más estrictas en torno a la UNITA, sus acciones militares en Huambo fueron más frecuentes y destructivas, alcanzando un pico de violencia a finales del año 2000. 
En octubre de 2001, el Gobierno lanzó una nueva ofensiva contra la UNITA en el Norte y el Sur de la Provincia, esta vez combinando estrictas acciones militares con lo que se conoció como Operaciones de Limpeza, que consistían en el traslado forzado de grandes grupos de la población de las zonas rurales a puntos específicos de concentración. La idea detrás de esta estrategia era privar a los guerrilleros del apoyo potencial que aún podían encontrar en los pueblos que antes controlaban, haciendo inhabitables sus hábitats naturales. En poco tiempo, esto dio lugar a renovadas presiones sobre los recursos disponibles en las zonas seguras de la Provincia, y en muchos casos a la muerte por inanición de los grupos atrapados por el conflicto e impedidos de llegar a cualquiera de estas zonas de concentración. Esta situación probablemente representa el clímax de las penurias que la población rural de Huambo pasó durante la guerra.

## Actualidad
La muerte de Jonás Savimbi en febrero de 2002, y la posterior firma de un nuevo alto al fuego trajo tranquilidad a la provincia y estableció las condiciones para el actual proceso de paz en curso y el comienzo de una era de desarrollo. El advenimiento de la paz trajo una nueva era de reconstrucción y renovación a la ciudad, que a diferencia de Luanda es una ciudad organizada y tranquila donde se puede pasear por calles arboladas y bien iluminadas.

## Comunicaciones
Estación del  Ferrocarril de Benguela, en portugués O Caminho de Ferro de Benguela (CFB) que comunica el puerto de Lobito, en la  costa atlántica, con la localidad fronteriza de Luau, en la parte oriental del país.

## Clima
| Parámetros climáticos promedio de Huambo (1941–1970) | Parámetros climáticos promedio de Huambo (1941–1970) | Parámetros climáticos promedio de Huambo (1941–1970) | Parámetros climáticos promedio de Huambo (1941–1970) | Parámetros climáticos promedio de Huambo (1941–1970) | Parámetros climáticos promedio de Huambo (1941–1970) | Parámetros climáticos promedio de Huambo (1941–1970) | Parámetros climáticos promedio de Huambo (1941–1970) | Parámetros climáticos promedio de Huambo (1941–1970) | Parámetros climáticos promedio de Huambo (1941–1970) | Parámetros climáticos promedio de Huambo (1941–1970) | Parámetros climáticos promedio de Huambo (1941–1970) | Parámetros climáticos promedio de Huambo (1941–1970) | Parámetros climáticos promedio de Huambo (1941–1970) |
| Mes                                                  | Ene.                                                 | Feb.                                                 | Mar.                                                 | Abr.                                                 | May.                                                 | Jun.                                                 | Jul.                                                 | Ago.                                                 | Sep.                                                 | Oct.                                                 | Nov.                                                 | Dic.                                                 | Anual                                                |
| ---------------------------------------------------- | ---------------------------------------------------- | ---------------------------------------------------- | ---------------------------------------------------- | ---------------------------------------------------- | ---------------------------------------------------- | ---------------------------------------------------- | ---------------------------------------------------- | ---------------------------------------------------- | ---------------------------------------------------- | ---------------------------------------------------- | ---------------------------------------------------- | ---------------------------------------------------- | ---------------------------------------------------- |
| Temp. máx. abs. (°C)                                 | 31.2                                                 | 31.1                                                 | 29.8                                                 | 29.5                                                 | 29.0                                                 | 28.4                                                 | 28.5                                                 | 30.9                                                 | 32.0                                                 | 32.0                                                 | 30.7                                                 | 30.4                                                 | 32.0                                                 |
| Temp. máx. media (°C)                                | 24.9                                                 | 25.2                                                 | 25.0                                                 | 25.5                                                 | 25.4                                                 | 24.6                                                 | 25.0                                                 | 27.2                                                 | 28.7                                                 | 27.3                                                 | 25.2                                                 | 24.9                                                 | 25.7                                                 |
| Temp. media (°C)                                     | 19.8                                                 | 19.8                                                 | 19.8                                                 | 19.6                                                 | 18.0                                                 | 16.2                                                 | 16.6                                                 | 18.8                                                 | 21.0                                                 | 20.8                                                 | 19.8                                                 | 19.8                                                 | 19.2                                                 |
| Temp. mín. media (°C)                                | 14.4                                                 | 14.2                                                 | 14.4                                                 | 13.7                                                 | 10.5                                                 | 7.8                                                  | 7.9                                                  | 10.3                                                 | 13.0                                                 | 14.2                                                 | 14.3                                                 | 14.3                                                 | 12.4                                                 |
| Temp. mín. abs. (°C)                                 | 8.9                                                  | 8.4                                                  | 9.3                                                  | 7.4                                                  | 4.6                                                  | 2.1                                                  | 2.0                                                  | 4.7                                                  | 7.7                                                  | 9.4                                                  | 7.5                                                  | 9.2                                                  | 2.0                                                  |
| Precipitación total (mm)                             | 220                                                  | 179                                                  | 239                                                  | 146                                                  | 14                                                   | 0                                                    | 0                                                    | 1                                                    | 19                                                   | 119                                                  | 227                                                  | 234                                                  | 1398                                                 |
| Días de precipitaciones (≥ 0.1 mm)                   | 20                                                   | 17                                                   | 22                                                   | 14                                                   | 3                                                    | 0                                                    | 0                                                    | 0                                                    | 4                                                    | 16                                                   | 21                                                   | 21                                                   | 138                                                  |
| Horas de sol                                         | 142.6                                                | 141.3                                                | 142.6                                                | 171.0                                                | 241.8                                                | 270.0                                                | 269.7                                                | 254.2                                                | 201.0                                                | 164.3                                                | 135.0                                                | 139.5                                                | 2273.0                                               |
| Humedad relativa (%)                                 | 72                                                   | 67                                                   | 73                                                   | 66                                                   | 48                                                   | 38                                                   | 33                                                   | 29                                                   | 38                                                   | 57                                                   | 69                                                   | 71                                                   | 55                                                   |
| Fuente: Deutscher Wetterdienst                       |                                                      |                                                      |                                                      |                                                      |                                                      |                                                      |                                                      |                                                      |                                                      |                                                      |                                                      |                                                      |                                                      |